# Indicud
Az Indicud Kid Cudi amerikai rapper harmadik stúdióalbuma. 2013. április 12-én jelent meg. Az első olyan albuma volt, amely nem a Man on the Moon trilógia egyik része. Az album borítóját Cudi maga tervezte, aki az Indicud executive producere is volt. A célja az volt, hogy pozitívabb hangvételű zenét készítsen, ami szöges ellentéte előző két albumának. 
Az album producere teljes mértékben Cudi volt, egyetlen kivétellel, ahol Hit-Boy segített be egy dal erejéig és Dot da Genius (akivel Cudi együtt játszik a WZRD együttesben) dobolt két számon. Az albumon lehet kollaborációkat hallani King Chiptől, Kendrick Lamartól, Too Shorttól, RZA-től, ASAP Rockytól, Father John Mistytől, Michael Boltontól és a Haimtól.
Az Indicudról négy kislemezt jelentettek meg: a Just What I Am, a King Wizard, az Immortal és a Girls. Az album a második helyen debütált az Egyesült Államokban és az első héten 139 ezer példányt adtak el belőle. Az Egyesült Királyságban a 32. helyen debütált a UK Albumok slágerlistán, ezzel Cudi legmagasabb pozíciót elérő nagylemeze az országban.

## Háttér
A rock világába történt kalandozása után Dot da Geniusszal a WZRD (2012) album után, Cudi dolgozni kezdett a harmadik albumán. Az album eredetileg a Man on the Moon trilógia harmadik része lett volna, amit akkor jelentett be, mikor elvetette az A Man Named Scott mixtape kiadását. 2012 nyarán Cudi bejelentette az új album címét, mikor a következőt tweetelte: „Az új albumom címe Indicud, ami az én verzióm lesz a The Chronic 2001-ből, a dalok egy részének én leszek a producere, valamely másokon közreműködni fogok vagy én leszek a dalszövegíró.” A cím Indicud egy szójáték a kannabisz egy fajtája, az indica és Cudi nevén.
2012 júniusában Cudi bejelentette, hogy az Indicud egy duplalemez lenne, majd ezt októberben visszavonta egy tweetben: „Az Indicud nem lesz duplalemez, de lesz rajta maximum 17 új dal.” „Az Indicud hangvétele pozitív és magabiztos [...] Az Indicud energiája egy teljesen új dolog. Egy új formátum, a kedvenc zenei trükkjeimmel itt és ott.”
Az album megjelenése előtt 2012 decemberében Cudi az albumot az elhunyt Ben Breedlovenak és az összess elhunyt rajongójának ajánlotta. „Az én utazásom a ti tiszteletetekre folytatódik. Soha el nem feledve.” Az album pozitív és optimista, pont az ellentéte az előző albumnak, a Man on the Moon II: The Legend of Mr. Ragernek (2010), ami sokkal sötétebbnek volt tekintve. A pozitív hangvétel abból ered, hogy Cudi mindig változni szeretni és újragondolni dolgokat:
Mindig megpróbálom magam a következő szintre emelni, bármit is csinálok. Amióta ebben a bizniszben vagyok, ezt a kritikusok mind tudták rólam. Amikor elkezdtem az Indicud-on dolgozni, sokkal több energiát akartam belevinni a hangzásomba. A régi zenéim nagy része, mind relaxáló, nyugtató, füvezős zene volt. És eredetileg ez volt a célom. Most meg sokkal inkább ilyen „Melyik oldalamat nem látták még az emberek?” Bármikor, amikor az emberek pörgősebbnek hallottak, az remixeken volt. Szóval ezt az energiát akartam a következő szintre emelni. És lényegében ez inspirálta az album témáját is. Egy láncreakció volt. A pörgős tempóval jönnek a pozitív dalszövegek. Csak felvidította az egészet
Miután bejelentette távozását a GOOD Musictól, Cudi elmondta, hogy az Indicud lesz az utolsó albuma a kiadóval együttműködve. Csak az első 200 ezer kiadáson lesz rajta a GOOD Music logója, ezzel gyűjtői darabok lettek belőlük.

## Felvételek és kivitelezés
2012 áprilisában New Yorkban Cudi 2010 óta először bemutatott egy hiphop dalt. Előadta a The Leader of the Delinquentset. A hónap végén hivatalosan is visszatért a rappeléshez a Dennis, Hook Me Up with Some of That Whiskey!-vel. A dal, ami az első, amelyen egyedül Cudi volt a producer, a 2010-es Ghost! című számát dolgozza újra. 2012 júliusában Cudi Twitteren jelentette be, hogy a kollaborációk között lesz Pusha T, Jaden Smith, Kendrick Lamar, Kanye West, King Chip és Cage is. Azt is elmondta, hogy szeretne dolgozni 50 Centtel, Lloyd Banksszel, Diplóval és MGMT-vel is. 2012 októberében azt is bejelentette, hogy az albumon együtt fog dolgozni a Ratatattal.
Október 9. és 12-én Cudi posztolt két képet magáról és Dot da Geniusról a stúdióban. November 6-án pedig arról írt, hogy J. Cole-lal dolgozik együtt éppen. 17-én bejelentette Twitteren, hogy a szám, amit Kendrick Lamarral és a címe Solo Dolo, Part II lesz. Azt is elmondta, hogy Common is szerepelni fog az albumon, amelynek Dot da Genius és 88-Keys lesz a producere. 2013 februárban Cudi bemutatta Mark Webber színésznek az albumot és megkérte, hogy írja le a gondolatait a rajongóknak. Webber tweetek sorozatában. belátást adott az albumra, és a rajongók tudtára juttatta, hogy Too Short és RZA is együttműködőként szerepel. Elismeréssel méltatta Cudi produceri munkáját, rappelését és éneklését.
Egy Billboarddal készült 2013. márciusi interjúban Cudi elmondta, hogy ASAP Rockyval dolgozik, és azt is megosztotta, hogy a Haim, női rockegyüttessel is együtt dolgozik egy dalon, amelynek a producere Hit-Boy és ő maga lesz. 2013 áprilisában Hit-Boy azt mondta, hogy Cudin kívül ő volt az egyetlen, aki producerként dolgozott az albumon. Cudi ezt később megerősítette Twitteren. A páros 2011 eleje óta dolgozott a korábban említett dalon. Ez a szám az első, amelyen Cudi és Hit-Boy együtt dolgoztak.
Cudi felhasznált idézeteket a kedvenc filmjeiből az albumon. Az Immortalon Adam Sandler 1995-ös Billy Maddison filmjéből használt fel szöveget. „Az egyik kedvenc filmem. A gyerekkorom óta. Imádom Adam Sandlert. Az albumon végig filmekből akartam klipeket választani, hogy narrálják azt és adjon egy kis személyiséget neki.” Kijelentette, hogy az albumon keresztül sok részletet fognak a hallgatók hallani különböző filmekből:
Igen, különböző színészek fognak megjelenni az periódusonként. Amikor befejeztem az albumot így éreztem „Úr Istenem, annyira jó!” Szóval kellett egy út, hogy kifejezzem magam. Szóval meg kellett találnom a kedvenc idézeteimet a kedvenc filmjeimből. Betettem a Billy Maddisont és megnéztem. Nagyon sok sor volt, amit kiválasztottam, de az „Én vagyok a legokosabb ember a Földön” nagyon rezonált velem. Adam Sandler nekem olyan, mint egy isten. Zseniális.
Az Indicudon Cudi több számnál is háttérbe került vokális szempontból és inkább produceri képességeit mutatta be. „Arra fókuszáltam, hogy elkészítsem a számot Kendricknek, először producerként akartam villogni. Jobban meg akartam mutatni ezt az oldalamat, mint bármi mást és ezért volt csak egy verzém, aztán hagytam Kendricket csinálni a dolgát a maradékon.” Az ASAP Rocky közreműködésről, a Brothersről pedig ezt mondta: „Úgy éreztem az tökéletes volt ASAP-nek, hogy ott legyen és beszéljen a fiatal generációhoz, mert nagyon sokan felnéznek rá és Kendrickre. Csak akartam hallani valami sokkal inkább elgondolkodtatót és ezt meg is tette.”

## Kiadás és promóció
2012. október 28-án Cudi megváltoztatta a kiadás dátumát késő 2012-ről korai 2013-ra. Késő novemberben Cudi elmondta, hogy nem fogja megadni az album kiadási dátumát, amíg biztosra nem tudta, hogy ne legyenek halasztások. December közepén, amikor kiadta a King Wizardot, Cudi elmondta, hogy 2013 márciusára várható az album. Február 12-én bejelentette, hogy április 23-án lesz a hivatalos megjelenés. Mikor április 9-én online kiszivárgott a teljes album, Cudi előrehozta a megjelenést április 16-ra.
2013 januárjában Cudi Twitteren tudatta frusztrációját a Universal Republic kiadóval, amiért nem promotálták a zenéjét „ha nem változnak meg a dolgok, lesznek problémáink.”
Március 14-én fellépett a MySpace SXSW titkos műsorján, Austinban. Elmondta azt is, hogy 18 dal lesz az albumon és ASAP Rocky és Michael Bolton is közreműködni fog vele. Március 16-án elmondta, hogy április 2-án fogja a számlistát és az albumborítót bemutatni. Miután ez megtörtént Cudi a Twitteren beszélt róla: „Az albumborító engem képvisel. Tűzgolyók egy rose gold kereten belül.” 2013 decemberében az év 13. legjobb albumborítójának választotta a Complex. Ugyanezen a napon Cudi fellépett a Jimmy Kimmel Live! műsorban és előadta a Just What I Amet, az Immortalt és a Mad Solart.
2013 végén Cudi turnézott a The Cud Life Tour keretei között (augusztustól októberig), amit júliusban jelentett be. A turnén fellépett vele Big Sean, Tyler, The Creator és Logic is.

## Kislemezek
2012. augusztus 12-én Kid Cudi kiadta az első kislemezt az Indicudról, a Just What I Amet, amelyen King Chippel közreműködött. Az dal videóklipje egyben Cudi rendezői debütálása is volt. A dal legmagasabb pozíciója a US Billboard Hot 100-on a 74. volt.
Szeptember 29-én Cudi kiadott egy podcastot, amelyben megmutatott egy részletet a King Wizardból. Egy nappal az Indicud hivatalos megjelenése után (október 2.), Cudi feltöltötte a dalt SoundCloudra. Hivatalosan a King Wizard december 18-án jelent meg kislemezként az iTunes-on.
Október 29-én Cudi bejelentette, hogy november végén fog megjelenni a második hivatalos kislemez. November 7-én elmondta, hogy a dal címe Immortal lesz. Azt mondta, hogy a dal egy jó érzést kelt az ember szívében és lelkében. November 30-án viszont bejelentette, hogy 2013-ig nem várható a megjelenés. Az Immortal végül 2013 márciusában premierelt a SoundCloudon. A számon feldolgozza az egyik kedves együttesének, az MGMT-nek a Congratulations című számát. Megfordította a dalt, felgyorsította és aztán ezen dolgozott tovább. Hivatalosan március 14-én jelent meg a dal iTuneson.
2013. április 2-án Cudi kiadta a Girlst digitális letöltésre az iTuneson. A dalon szerepel még az amerikai rapper Too Short, a producer pedig Kid Cudi.

## Kereskedelmi teljesítmény
Az első hetében az Indicud a második helyen debütált a Billboard 200-on és 139 ezer példányt adtak el belőle az Egyesült Államokban. A UK Albumok slágerlistán 32. helyen debütált, amellyel Cudi legmagasabb pozíciója volt az országban. A második héten 36 ezret adtak el belőle, a harmadikon pedig 15 ezret. 2013. december 19-ig 260 ezer példányt adtak el belőle. 2019 februárjában aranylemez lett, több, mint 500 ezer eladott példány után.
Nemzetközileg is sikeres lett az album. Kanadában a harmadik helyet, Ausztráliában 23. helyet, Dániában a 32. helyet és Új-Zélandon 33. helyet érte el.

## Számlista
Az összes dal producere Kid Cudi, kivéve Red Eye, amelyen Hit-Boy is dolgozott producerként
| 1.    | The Resurrection of Scott Mescudi                                 | 2:41 |
| 2.    | Unfuckwittable                                                    | 4:36 |
| 3.    | Just What I Am (King Chip közreműködésével)                       | 3:48 |
| 4.    | Young Lady (Father John Misty közreműködésével)                   | 4:25 |
| 5.    | King Wizard                                                       | 4:16 |
| 6.    | Immortal                                                          | 5:01 |
| 7.    | Solo Dolo, Part II (Kendrick Lamarral)                            | 3:34 |
| 8.    | Girls (Too Shorttal)                                              | 4:27 |
| 9.    | New York City Rage Fest                                           | 1:53 |
| 10.   | Red Eye (a Haimmal)                                               | 3:54 |
| 11.   | Mad Solar                                                         | 4:08 |
| 12.   | Beez (RZA-val)                                                    | 3:13 |
| 13.   | Brothers (King Chippel és ASAP Rockyval)                          | 4:41 |
| 14.   | Burn Baby Burn                                                    | 2:58 |
| 15.   | Lord of the Sad and Lonely                                        | 2:46 |
| 16.   | Cold Blooded                                                      | 2:32 |
| 17.   | Afterwards (Bring Yo Friends) (Michael Boltonnal és King Chippel) | 9:03 |
| 18.   | The Flight of the Moon Man                                        | 2:51 |
| 70:44 |                                                                   |      |

Felhasznált dalok, szövegek az albumon
- The Resurrection of Scott Mescudi: részlet A jófiú filmből (1993).
- Unfuckwittable: részlet A jófiú filmből (1993).
- Young Lady: Hollywood Forever Cemetery Sings, eredetileg: Father John Misty.
- Immortal: Congratulations, eredetileg: MGMT. Részlet a Billy Madison (1995) és az A jófiú (1993) filmekből.
- Solo Dolo, Part II: Going the Distance, eredetileg: Menahan Street Band, Bill Conti.
- Girls: Pretty Girls, eredetileg: Carl Brown, Shelly Goodhope, Tanesa Tavin, Daniel Brattain, Veronica Mendez, Darrell Mitchell, Albert Cota, Chantel Roquemore és Michael Monagan. Illetve a Bitches (Reply), eredetileg: Dion DJ Jimi Norman.
- Beez: Mind Playing Tricks on Me, eredetileg: Geto Boys.

## Előadók
- Scott Mescudi – executive producer, albumborító, producer, zeneszerző, gitár, dobok, billentyűk, programozás
- Dennis Cummings – executive producer
- Iain Findlay – hangmérnök, keverés
- Bradford Smith – keverő asszisztens
- Cesar Loza – keverő asszisztens
- MixedByAli – vokál keverés (7. szám)
- Chris Gehringer – masterelés
- Hit-Boy – producer, billentyűk (10. szám)
- Frank Lacy – harsona (3. szám)
- Billy Zarro – marketing
- Nabil Elderkin – fényképész

- Nigil Mack – A&R
- Ayanna Collazo – háttérénekes (4. szám)
- Dot da Genius – dobok, billentyűk (6., 8. szám)
- King Chip – zeneszerző, együttműködő
- Father John Misty – zeneszerző, együttműködő
- Kendrick Lamar – zeneszerző, együttműködő
- Too Short – zeneszerző, együttműködő
- Haim – zeneszerző, együttműködő
- RZA – zeneszerző, együttműködő
- ASAP Rocky – zeneszerző, együttműködő
- Michael Bolton – zeneszerző, együttműködő

## Slágerlisták
| Slágerlista (2013)                     | Legmagasabb pozíció |
| -------------------------------------- | ------------------- |
| Ausztrál Albumok (ARIA)                | 28                  |
| Belga Albumok (Ultratop Flanders)      | 93                  |
| Belga Albumok (Ultratop Wallonia)      | 88                  |
| Kanadai Albumok (Billboard)            | 3                   |
| Dán albumok (Hitlisten)                | 32                  |
| Francia Albumok (SNEP)                 | 57                  |
| Német Albumok (Offizielle Top 100)     | 99                  |
| Írország (IRMA)                        | 26                  |
| Új-Zéland Albumok (RMNZ)               | 33                  |
| Svájci Albumok (Schweizer Hitparade)   | 46                  |
| UK Albumok (OCC)                       | 32                  |
| UK R&B Albumok (OCC)                   | 2                   |
| US Billboard 200                       | 2                   |
| US Top R&B/Hip-hop Albumok (Billboard) | 1                   |

| Slágerlisták (2013)                    | Pozíció |
| -------------------------------------- | ------- |
| US Billboard 200                       | 116     |
| US Top R&B/Hip-Hop Albumok (Billboard) | 23      |
| US Rap Albumok (Billboard)             | 15      |

## Minősítések
| Régió                   | Cím            | Minősítés    | Darabszám |
| ----------------------- | -------------- | ------------ | --------- |
| Egyesült Államok (RIAA) | Indicud        | Aranylemez   | 500 000   |
| Egyesült Államok (RIAA) | Just What I Am | Platinalemez | 1 000 000 |

## Kiadások
| Régió              | Dátum             | Formátum                   | Kiadó                                        |
| ------------------ | ----------------- | -------------------------- | -------------------------------------------- |
| Ausztrália         | 2013. április 12. | CD, digitális letöltés     | Universal Republic Records                   |
| Németország        | 2013. április 12. | CD, digitális letöltés     | Universal Republic Records                   |
| Franciaország      | 2013. április 12. | CD, digitális letöltés     | Universal Republic Records                   |
| Új-Zéland          | 2013. április 12. | CD, digitális letöltés     | Universal Republic Records                   |
| Egyesült Királyság | 2013. április 12. | CD, digitális letöltés     | Universal Republic Records                   |
| Kanada             | 2013. április 16. | CD, digitális letöltés     | Universal Republic Records                   |
| Egyesült Államok   | 2013. április 16. | CD, LP, digitális letöltés | Wicked Awesome Records, GOOD Music, Republic |